# Fatboy Slim
Fatboy Slim, właśc.: Norman Quentin Cook (ur. 31 lipca 1963 w Bromley jako Quentin Leo Cook) – brytyjski muzyk, DJ, producent i kompozytor tanecznej muzyki elektronicznej związany z wytwórnią Skint Records. Uważany jest za twórcę i głównego promotora gatunku zwanego big beat.
Jego pierwszy pseudonim to Norman, którego zaczął używać zamiast imienia Quentin. Nazwa Fatboy Slim pierwszy raz pojawiła się w 1996, pierwotnie używana do określenia pobocznego projektu stworzonego na potrzeby wytwórni. Po sukcesach albumów stała się pseudonimem artystycznym.
Związany był z następującymi projektami: The Housemartins, taneczno-reggae’owym Beats International (przebój „Dub Be Good To Me”), funkowym Freak Power („Tune On, Tune In, Cop Out”), house’owym projektem Pizzaman czy klubowym Mighty Dub Katz („Magic Carpet Ride”).
Jego najsławniejszą płytą jest You’ve Come a Long Way, Baby, z której większość utworów znalazła się na wysokich miejscach światowych list przebojów. Dużym uznaniem cieszą się remiksy w jego wykonaniu.
Praca z samplami stanowi trzon muzycznej działalności Fatboy Slima. W 2001 Cook wydał składankę „A Break From The Norm” zawierającą utwory, z których pochodzą sample z najsłynniejszych utworów.
Mieszka w Portslade, dzielnicy Brighton & Hove.

## Życiorys

### Lata od 1964 do 1996
Cook dorastał w Reigate (Hrabstwo Surrey, Wielka Brytania). Uczęszczał do Reigate Grammar School. Założył punkowy fanzin jako nastolatek. W czasach szkolnych poznał także Paula Heatona. W wieku 18 lat Cook dostał się na Politechnikę w Brighton (obecnie Uniwersytet w Brighton) i studiował język angielski, politykę i socjologię. Wprawdzie próbował swoich sił jako DJ już wcześniej, lecz dopiero na studiach rozwinął skrzydła na scenach klubowych w Brighton. W 1985 roku Paul Heaton, który przeprowadził się do Kingston upon Hull i stworzył zespół The Housemartins, namówił go do zmiany rodzaju granej przez niego muzyki.
Basista The Housemartins opuścił zespół w przeddzień ich pierwszego krajowego tournée. Cook zgodził się na przeprowadzkę do Północnej Anglii i dołączenie do zespołu, mimo iż nie interesował się rockiem i nie umiał prawie grać na żadnym instrumencie. Zespołowi udało się nagrać popularny singel „Happy Hour”. Udało im się też dostać na szczyt listy najlepszych singli w Wielkiej Brytanii tuż przed Bożym Narodzeniem w 1986 dzięki piosence „Caravan of Love”. The Housemartins rozpadł się w 1988 roku. Heaton i perkusista Dave Hemingway stworzyli później zespół The Beautiful South, natomiast Cook przeprowadził się z powrotem do Brighton aby rozwijać swoje zainteresowania muzyką, którą zawsze preferował. W tym czasie rozpoczął współpracę z inżynierem studyjnym Simonem Thorntonem, z którym do dziś nagrywa płyty. Obaj mieli zmienny wkład w nagranie wszystkich płyt Cooka, które powstały od tamtego czasu.
Cook założył Beats International, związek muzyków studyjnych, wśród których znaleźli się m.in. Lindy Layton, Lester Noel, D.J. Baptiste, raper MC Wildski i klawiszowiec Andy Boucher. Na ich pierwszym albumie pt. Let Them Eat Bingo znalazł się singel, który osiągnął najwyższe miejsca na listach najlepszych singli, „Dub Be Good to Me”. Utwór ten spowodował dysputę skupiającą się na zarzutach naruszenia praw autorskich przez nieautoryzowane korzystanie z sampli: głównie chodziło o dokładne skopiowanie części utworu „The Guns of Brixton” zespołu The Clash oraz silne zapożyczenie z „Just Be Good To Me” grupy S.O.S. Band. W 1991 roku zespół wydał kolejną płytę Excursion on the Version, której styl muzyczny nawiązywał do dubu i reggae, lecz nie cieszyła się ona tak dużą popularnością jak poprzedni album.
Kolejnym tworem Cooka był zespół Freak Power z Ashley Slater. Zadebiutowali albumem Drive Thru Booty w 1994 roku, na którym znalazł się utwór „Turn On Tune In Cop Out”, który został użyty przez firmę Levi’s w kampanii reklamowej. Freak Power byli także znani pod nazwą Fried Funk Food.
W 1995 roku Cook, z pomocą znajomych producentów Tima Jeffery’ego i JC Reida, nagrał solowy album house’owy pod pseudonimem „Pizzaman”. Z tego albumu pochodzi utwór „Happiness”, który wykorzystała firma Del Monte w reklamie soków owocowych w Wielkiej Brytanii. Cook eksperymentował jeszcze z kilkoma pobocznymi projektami i cieszył się pewną popularnością jako The Mighty Dub Katz dzięki utworowi „Magic Carpet Ride”.
W 1996 roku Cook ponownie połączył siły z Ashley Slater aby nagrać drugi album jako Freak Power zatytułowany Everything for Everybody.
W tym samym roku Cook przybrał pseudonim Fatboy Slim i zaczął uczęszczać do klubu The Big Beat Boutique w Brighton. Podczas pracy jako DJ w tymże klubie Cook zaprzyjaźnił się z grupą The Chemical Brothers, którzy zasugerowali mu pracę nad własnym materiałem, zamiast zaledwie miksowania w klubach.

### Od roku 1997 do dziś
Album Fatboy Slima pt. Better Living Through Chemistry (wydany przez Skint Records) był pierwszym krokiem Cooka do prawdziwej popularności. Pełen sampli w stylu retro i funkowych kompozycji album był jednym z pierwszych zaznaczających nowy styl big beatu. Z tegoż albumu pochodzi hit „Everybody Needs a 303”. Po tym jak remiks utworu „Brimful of Asha” zespołu Cornershop trafił na najwyższe miejsca list przebojów, takie gwiazdy jak Madonna i U2 prosiły Cooka, aby dla nich pracował.
Następnym krokiem Fatboy Slima był singel „The Rockafeller Skank”, który trafił na rynek przed albumem „You’ve Come a Long Way, Baby” (obie płyty ukazały się w 1998 i otrzymały bardzo dobre opinie). Na albumie znalazł się też singel „Praise You”, który stał się hitem w Wielkiej Brytanii trafiając na szczyt listy najlepszych singli. Teledysk do „Praise You”, którego reżyserem jest Spike Jonze, zdobył wiele nagród. Utwory Fatboy Slima zaczęły pojawiać się w filmach, serialach telewizyjnych i kolejnych reklamach.
Album Halfway Between the Gutter and the Stars został wydany w roku 2000. Znalazły się na nim dwa utwory nagrane wspólnie z Macy Gray, delikatny „Sunset (Bird of Prey)” skupiający się na samplu z głosem Jima Morrisona z The Doors oraz „Weapon of Choice”. W teledysku do tego ostatniego, który zdobył aż 18 nagród (w tym tytuł Najlepszego Teledysku Wszech czasów), wystąpił Christopher Walken.

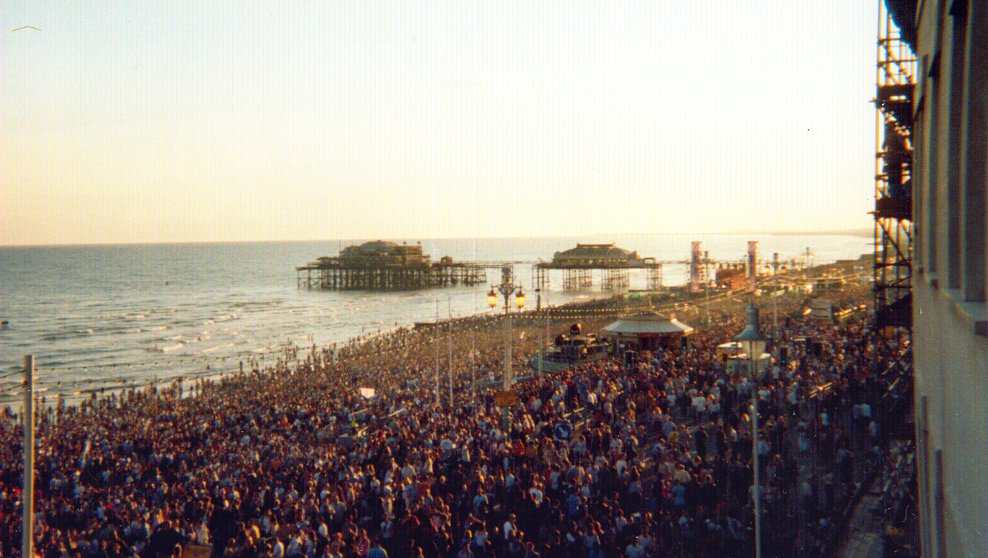
Fatboy Slim podczas Big Beach Boutique II w 2002 roku

13 lipca 2002 roku Fatboy Slim zagrał drugi ze swoich koncertów na świeżym powietrzu na plaży w Brighton. Wydarzenie to skupiło około 250 000 ludzi na promenadzie przy słynnej przystani w Brighton (spodziewano się około 60 000). Policja wymusiła skrócenie koncertu ze względów bezpieczeństwa i liczebności tłumu. Kiedy muzyka umilkła na ulicach Brighton nastał chaos. Niektórzy uczestnicy koncertu stali w korkach do samego rana. Mimo problemów, które stworzył koncert, został on okrzykniętym wielkim sukcesem przez większość uczestników.
Cook niedawno zyskał własną gwiazdę na chodniku gwiazd w Brighton, zaraz przy gwieździe Winstona Churchilla. W 1999 poślubił znaną z telewizji Zoë Ball. Mają syna imieniem Woody. Cook jest właścicielem 12% akcji klubu piłkarskiego Brighton & Hove Albion F.C., który jest przez niego wspomagany odkąd przeprowadził się do Brighton pod koniec lat 80.
W 2002 magazyn Q wpisał Fatboy Slima na listę „50 zespołów, które trzeba zobaczyć przed śmiercią”.
W styczniu 2003 roku państwo Cook rozeszli się w dość publiczny sposób, jednak po trzech miesiącach wrócili do siebie.
W roku 2004 Cook wydał dwa remiksy (w czerwcu i lipcu) opartych na utworach „Happy” Maxa Sedgleya i „Follow Me Follow Me (Quem que Caguetou)” zespołu Black Alien & Speed. Ten ostatni stał się popularny w Europie po tym, jak pojawił się w reklamie Nissana X-Trail (w reklamie można usłyszeć remiks Fatboy Slima).
Po czterech latach przerwy Fatboy Slim wydał album Palookaville (w październiku 2004). Album ten zaznacza znaczącą zmianę w stylu Cooka. Zrezygnował z korzystania pętli i sampli i skupił się na bardziej konwencjonalnym kształcie utworów. W wielu przypadkach korzysta z oryginalnych nagrań na rzeczywistych instrumentach (Cook gra na gitarze basowej, Simon Thornton na wielu innych instrumentach, a czasami pojawiają się gościnnie inni artyści, np. Justin Robertson). Zmiana stylu doprowadziła także do zmian w technikach produkcji i technologii studyjnej. Przed „Palookaville” Cook korzystał z komputera Atari ST do składania utworów (komputer ten jest bardzo popularny wśród producentów muzycznych). Nowy album powstał przy użyciu zestawu Pro Tools – potężnej stacji roboczej, którą można znaleźć w najnowocześniejszych studiach nagraniowych. Ta dość niechętna zmiana została wymuszona przez konieczność dostarczenia wymaganej jakości nagrań. Projekt składa się zarówno z utworów typowych dla Fatboy Slima (jak np. „Jin Go Lo Ba” – wykorzystany w reklamie piwa „Lech – będzie się działo”) jak i utworów z pełnym wokalem (np. odnowiony „The Joker” zespołu Steve Miller Band, do którego teledysk został zrealizowany z małymi kotkami w głównych rolach). Na płycie znalazły się też wokalne utwory, które powstały we współpracy z raperem Lateefem i zespołem Johnny Quality.
W roku 2005 jego singel z poprzedniego roku, „Wonderful Night” został zawarty w grze Dance Dance Revolution Extreme 2 na Playstation 2.
W czerwcu 2005 Cook zagrał koncert na Festiwalu Glastonbury. Występ obfitował w spektakularne efekty wizualne zrealizowane na wielkich ekranach w tle (z konsolą dla DJ-a umieszczoną pośrodku) oraz trójwymiarowy pokaz świetlny, do oglądania którego uczestnicy dostali specjalne okulary. Niestety występ ten przyniósł Cookowi straty finansowe, gdyż wynagrodzenie, które artysta otrzymał było zbyt niskie aby pokryć koszty wizualizacji.
W październiku tego samego roku Fatboy Slim i wokalista zespołu Talking Heads David Byrne ogłosili, iż planują stworzyć musical o Imeldzie Marcos. Premiera występu miała miejsce w marcu 2006 na festiwalu sztuki w Adelaide (Australia).
W Sylwestra 2005 Fatboy Slim wystąpił na żywo przed ogromną publicznością na plaży Bondi Beach w Australii. Podczas tegoż całonocnego koncertu Fatboy Slim powrócił do swojego oryginalnego stylu muzycznego z naciskiem na dance.
Why Try Harder to tytuł albumu z największymi hitami Fatboy Slima, który został wydany 19 czerwca 2006 roku. Składa się on z osiemnastu utworów, w tym dwa nowe utwory – „Champion Sound” i „That Old Pair of Jeans”. Tytuł pochodzi z okładki płyty You've Come A Long Way Baby, która przedstawia otyłego mężczyznę w koszulce z napisem „I’m #1 so why try harder” (Jestem numerem 1, więc po co się mocniej starać). Cook podkreślał w wywiadach, że „Why try harder” to nie pytanie, lecz stwierdzenie. Samo hasło jest nawiązaniem do słynnego hasła reklamowego firmy wypożyczającej samochody Avis, które w latach 60. brzmiało „We're only #2, so we try harder” (Jesteśmy na drugim miejscu [wśród firm wypożyczających samochody] więc staramy się bardziej).
24 czerwca 2006 roku Fatboy Slim wystąpił jako gwiazda Festiwalu Rock Ness nad jeziorem Loch Ness w Szkocji. Miesiąc później zagrał na festiwalu Global Gathering na lotnisku Long Marston Airfield w Staffordshire w Anglii. Jego dwugodzinny pokaz składał się z jego klasycznych utworów oraz nowego materiału. Po raz kolejny Fatboy Slim wykorzystał wielkie ekrany i pokaz świetlny. Dodatkowo występ uświetnił pokaz fajerwerków.
W roku 2002 Fatboy Slim dostał zakaz występów w Brighton po tym, jak na jego koncercie tego samego roku zginęło dwoje ludzi. Zakaz ten jednak zniesiono w roku 2006. 1 stycznia 2007 Fatboy Slim ponownie zagrał w swoim rodzinnym mieście dla 20 000 osób. Bilety mogli kupić jedynie mieszkańcy Brighton.
W roku 2018 Fatboy Slim wystąpił dla Cercle. Koncert odbył się w wieży obserwacyjnej British Airways i360.

## Zespoły i pseudonimy
- Fatboy Slim
- The Housemartins
- Beats International
- Freak Power
- Pizzaman
- The Mighty Dub Katz
- Yum Yum Head Food
- Sunny Side Up
- Chemistry
- The Feelgood Factor
- Sensataria
- Son Of A Cheeky Boy
- The joker
- The Brighton Port Athority
- i czasami Norman Cook

## Dyskografia

### Albumy studyjne
- Better Living Through Chemistry (1996)
- You’ve Come a Long Way, Baby (1998)
- Halfway Between the Gutter and the Stars (2000)
- Palookaville (2004)
- Here Lies Love (with David Byrne) (2010)

### Kompilacje, koncerty, itp.
- Pizzaman Pizzamania (1995) poprzedni pseudonim
- Norman Cook Skip To My Loops (1993) poprzedni pseudonim Kolekcja sampli dla DJ-ów
- Various artists Southern Fried House (1995) kompilacja z poprzednim pseudonimem
- Beat up the NME (Live) (1997) darmowa płyta dołączona do magazynu NME
- On the Floor at the Boutique (Live) (1998)
- A Break from the Norm (2001) kompilacja sampli Fatboy Slima
- Live on Brighton Beach (Live) (2002)
- Big Beach Boutique II (Live) (2002)
- Big Beach Boutique II – The Movie DVD (2002)
- My Game (Live) (2002)
- Greatest Remixes (2002)
- Bondi Beach: New Years Eve 06 (2005)
- Fala aí! (2006)
- The Greatest Hits – Why Try Harder (2006)
- The Greatest Hits Remixed (2007)
- Late Night Tales (2007)
- Dance Bitch (2009)
- Orange Warsaw Festival (2013)
- The Fatboy Slim Collection (2015)

### Single
- 1996 „Santa Cruz"
- 1996 „Everybody Needs A 303"
- 1996 „Punk To Funk"
- 1997 „Going Out Of My Head"
- 1997 „Everybody Needs a 303 (Remix)”
- 1998 „The Rockafeller Skank"
- 1998 „Gangster Trippin’"
- 1999 „Praise You"
- 1999 „Right Here Right Now"
- 1999 „Badder Badder Schwing” (Freddy Fresh feat. Fatboy Slim)
- 2000 „Sunset (Bird of Prey)”
- 2001 „Demons” (feat. Macy Gray)
- 2001 „Star 69” / „Weapon of Choice"
- 2001 „A Song for Shelter” / „Ya Mama"
- 2001 „Drop The Hate” (tylko na płytach 12”)
- 2002 „Retox” (tylko na płytach 12”)
- 2002 „Talkin About My Baby” (tylko na płytach 12”)
- 2004 „Slash Dot Dash"
- 2004 „Wonderful Night"
- 2005 „The Joker"
- 2005 „Don't Let The Man Get You Down”
- 2006 „That Old Pair Of Jeans"
- 2006 „Champion Sound"
- 2007 „Radioactivity"
- 2010 „Please Don't” (with David Byrne feat. Santigold)
- 2010 „Machines Can Do The Work” (with Hervé)
- 2013 „Eat, Sleep, Rave, Repeat” (with Riva Starr feat. Beardyman)
- 2014 „Eparrei” (Dimitri Vegas & Like Mike, Diplo & Fatboy Slim feat. Bonde Do Role & Pin)
- 2017 „Where U Iz"